# 太平洋屋脊步道
太平洋屋脊步道（英語：Pacific Crest Trail，簡稱：PCT，又名：太平洋屋脊徑），是一條貫穿美國西部荒野、大致沿着內華達山脈及喀斯喀特山脉行走、全長4,286（2,663英里）的健行步道，南端由加利福尼亞州接壤墨西哥的邊界開始，途經俄勒岡州，一直連接到北方華盛頓州近加拿大的邊境地區。此路線途經25個國家森林及7個國家公園，於1968年被定名為國家風景區步道，其官方地位獲美国国家步道系统法案認可。它是遠足三冠王最西方的路線，亦是大西部環狀步道的一部分。

## 歷史
最初由克林頓·C·克拉克（Clinton C. Clarke）於1930年代提出，建議將美國西部各州的遠足徑連接起來，當中包括加州的約翰·繆爾步道和太浩湖優勝美地步道、俄勒岡州的天際線步道以及華盛頓州的喀斯喀特山脊步道。克拉克隨即聯合基督教青年會、童軍、安塞爾·亞當斯和其他志同道合的人士一同組成太平洋屋脊步道系統會議（The Pacific Crest Trail System Conference）以計劃路線及向聯邦政府進行遊說工作。1935至1938年間，基督教青年會及其相關組織探索了2,000英里（3,200）的潛在路線，編制成與現今太平洋屋脊步道非常接近的途徑。
1968年，時任美國總統的林登·詹森通過國家步道系統法案，將太平洋屋脊步道和阿帕拉契小徑定為國家風景區步道。太平洋屋脊步道的修建工程至1993年方正式完成。

## 直通遠足
直通遠足，又譯作直通踏青，泛指一次過完成長途遠足之旅，通常歷時4至6個月。由於旅程艱巨，事前準備必須足夠，單單是準備工作往往已經需時6至8個月。據統計，每年大約有300人挑戰一次走完太平洋屋脊步道，當中只有180人能夠成功完成壯舉。
準備時遠足者首先要做的就是計劃行程，因為天氣及降雪的原因，多數挑戰者都會採道南至北的路線，四月左右出發，冬季來臨之前完成。七月上旬，如果徒步至內華達山脈時積雪太厚，遠足者可以臨時選擇將行程倒轉，乘搭交通工具到加拿大邊境，從北面南下至中途暫停的位置，以完成整個路程。
由於路程歷時多個月，遠足者沒有可能攜帶足夠物資，計劃補給點成為很重要的考慮因素。這些補給站通常是沿途的小鎮或郵局，遠足者可以事先將物資郵寄到這些地方，待途經時領取，或者直接在雜貨店購買。

## 知名挑戰者
- 馬丁·培品迪克（Martin Papendick），是首位成功行跨三州的人。他於1952年完成壯舉，當時太平洋屋脊步道還未設立[8]。
- 埃里克·雷百克（Eric Ryback）於1970年10月16日，以18歲之齡，成為第一個以直通遠足方式完成太平洋屋脊步道的人，美國林務局局長當時亦有道賀[9]。
- 斯科特·威廉森（英语：Scott Williamson (hiker)）是第一個成功連續來回折返的人，他在2004年11月（第四次嘗試）用了197日完成5,300英里（8,500）的旅程[10]。2006年他再度挑戰，最後成功減掉2個星期的時間[11]。
- 谢丽尔·史翠德（Cheryl Strayed）將她的事跡紀錄於自傳《那時候，我只剩下勇敢：一千一百哩太平洋屋脊步道尋回的人生（英语：Wild: From Lost to Found on the Pacific Crest Trail）》中[12]，該書於2014年被拍成電影《走出荒野》，由麗絲·韋花絲潘和蘿拉·鄧恩主演。

## 外部連結

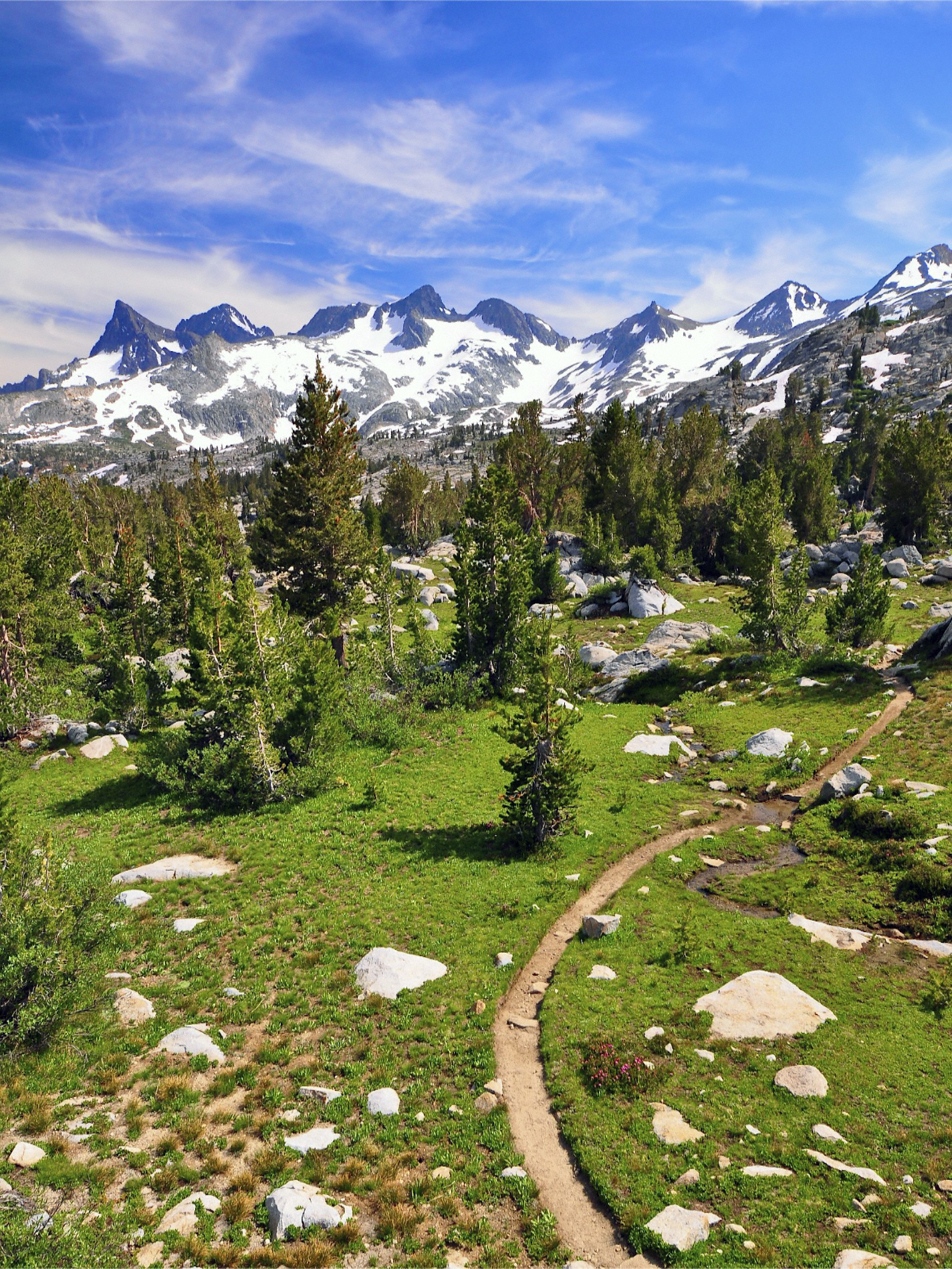
安塞爾·亞當斯荒野

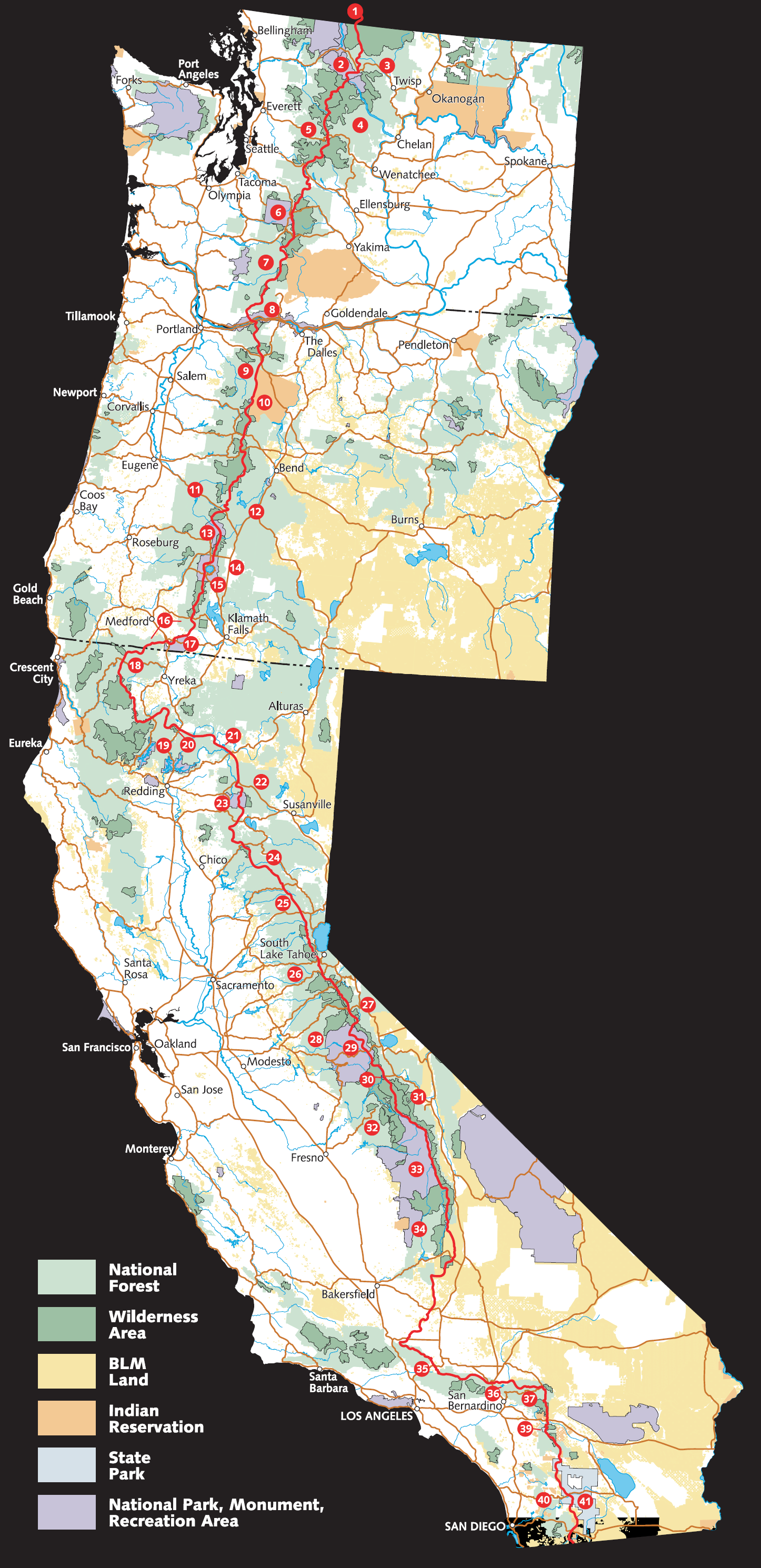
美國林務局小冊內的地圖

- Pacific Crest Trail Association（页面存档备份，存于） – Non-profit that maintains and promotes the trail, and provides advice to hikers
- Postholer.Com（页面存档备份，存于） – An extensive source of PCT information, journals, Google trail maps, printed maps, data book and more.
- PlanYourHike.Com（页面存档备份，存于） – A website dedicated to helping hikers plan their Pacific Crest Trail thru hikes.
- Trailjournals.com（页面存档备份，存于） – PCT Photos & 1,000+ Pacific Crest Trail Journals
- Pacific Crest Trail: A Ride to Remember（页面存档备份，存于） Documentary produced by Oregon Public Broadcasting
- Islands In The Sky: Tales From The Pacific Crest Trail – KCET Covers the PCT
- BLM, Pacific Crest National Scenic Trail – BLM's Summary of the PCT